# Gyromitra

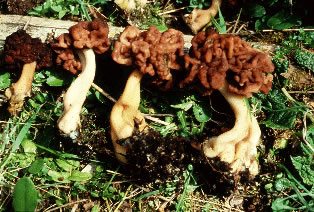

Gyromitra Fr., Summa vegetabilium Scandinaviae (Stockholm): 346 (1849).
Questo genere appartiene alla classe degli Ascomiceti ed annovera tre specie in Europa.

## Descrizione del genere
Corpo Fruttifero
Può raggiungere anche 20 cm di altezza.
Mitra

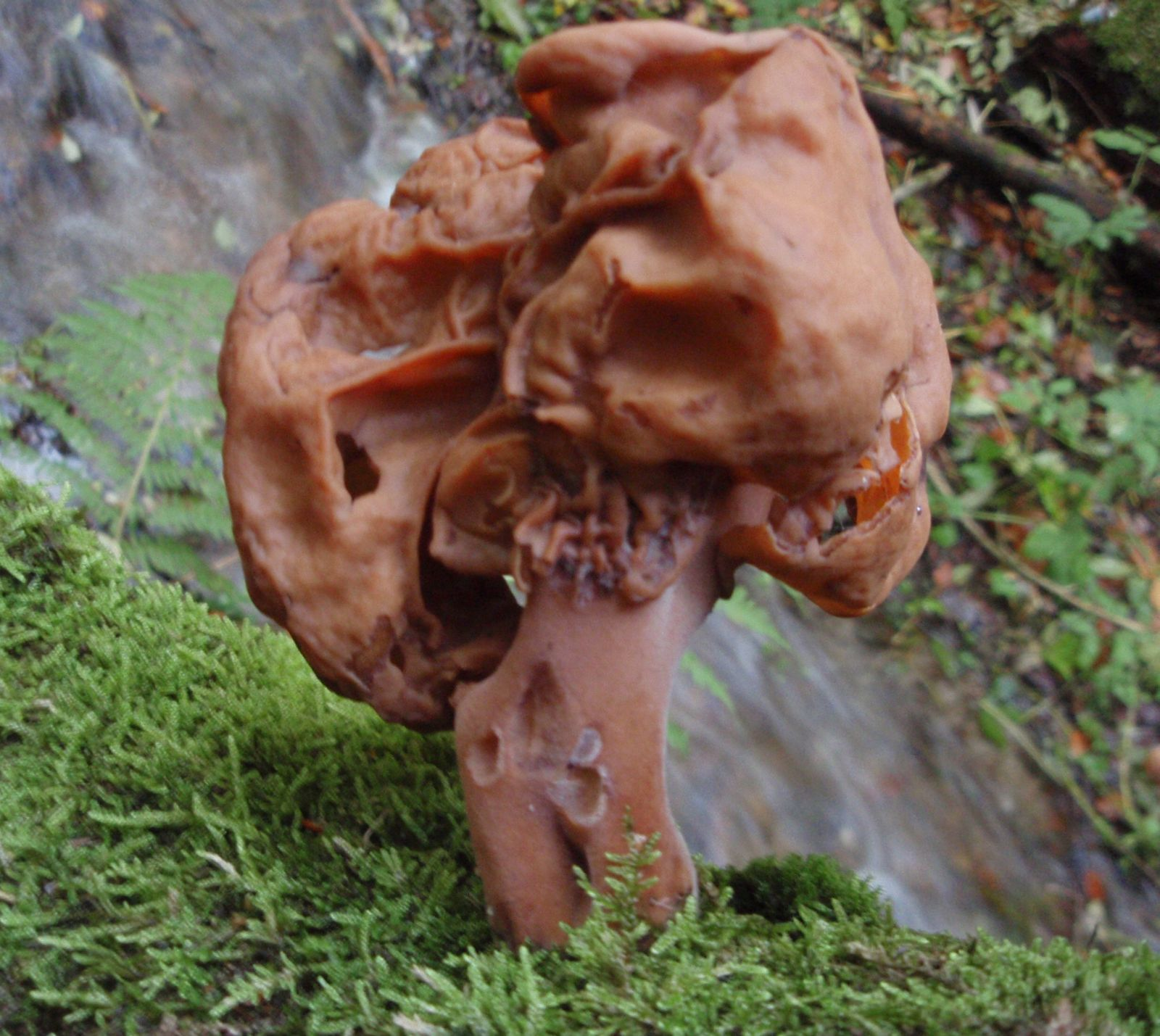
Esemplare di G. infula

Cerebriforme (le introflessioni ricordano le circonvoluzioni di un "cervello") oppure a forma di lobi accartocciati.

Può presentare cavità al suo interno; la sua struttura ricorda in alcuni casi quella di una Morchella, mentre in altri quella di un'Helvella.
Gambo
Cavo anch'esso, di colore bianco e irregolarmente sinuoso.

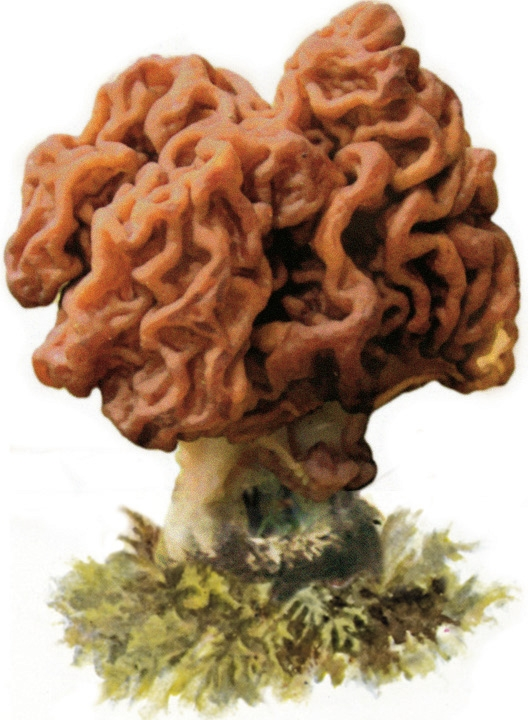
Illustrazione

Carne
Omogenea.
- Odore: intenso, spermatico.
- Sapore: analogo.

Spore
Bianche in massa.

## Habitat
Questo genere è primaverile e annovera specie terricole.

## Commestibilità del genere
MORTALE DA CRUDO!
Oggetto di numerose discussioni, attualmente le specie del genere vengono considerate tutte non commestibili con grado di tossicità variabile; le più tossiche sono mortali da crude, vedi G. esculenta e gigas; queste ultime sono state tolte dal mercato a causa di pericolose intossicazioni dovute al consumo da crudo oppure in pasti ravvicinati. Anche dopo la cottura, l'ingestione delle specie di questo genere in quantità elevate può risultare fatale

### Un genere pericoloso
Come già detto la specie più pericolosa e più conosciuta è la Gyromitra esculenta che contiene un quantitativo elevato di "Gyromitrina", un pericoloso e cancerogeno intermedio volatile dell'Idrazina. Il suo consumo causa ogni anno avvelenamenti molto seri, anche con esito mortale, in particolar modo se la stessa viene mangiata cruda oppure in più pasti a breve distanza di tempo.

Inoltre è stata dimostrata la tossicità da accumulo anche con esemplari ben cotti e perfino in quelli essiccati, dato che la Gyromitrina non svanisce mai completamente dal fungo.

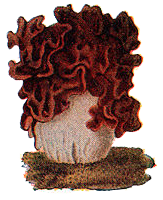
Illustrazione

## Specie diGyromitra
La specie tipo è la Gyromitra esculenta (Pers.) Fr., altre specie incluse sono:

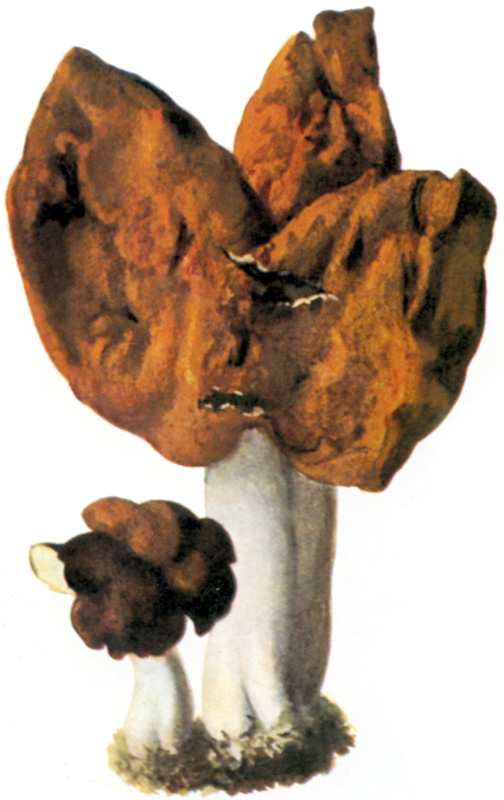
Illustrazione di G. infula

- Gyromitra brunnea
- Gyromitra caroliniana
- Gyromitra fastigiata
- Gyromitra gigas = Gyromitra montana = Gyromitra korfii
- Gyromitra infula = Gyromitra ambigua
- Gyromitra leucoxantha
- Gyromitra melaleucoides
- Gyromitra olympiana
- Gyromitra perlata
- Gyromitra sphaerospora = Gyromitra californica
- Gyromitra ticiniana

## Confondibili con
A volte le specie di Gyromitra vengono pericolosamente confuse con alcune specie dei generi Helvella e Morchella, in particolare con Morchella rotunda o Morchella esculenta.

## Etimologia
Dal greco guròs (γυρός) = rotondo e mitra (μίτρα) = mitra, cioè mitra rotonda.

## Curiosità
- La G. esculenta è detta volgarmente falsa spugnola per via della sua "mitra" rosso marroncina che a volte ricorda il favo di una Spugnola. La forma è però quella di una sorta di piccolo "cervello" con tanto di circonvoluzioni, piuttosto che un favo di Morchella.  Anche la Gyromitra gigas può essere confusa da un raccoglitore inesperto con le spugnole commestibili.
- Il consumo di G. esculenta ha causato un numero elevato di decessi in tutto il mondo, in maniera particolare in Nord America, ma anche in Nord Europa, dove le specie del genere Gyromitra sono maggiormente diffuse.
- Significativa una frase pronunciata dal micologo francese Marcel Bon circa la commestibilità della G. esculenta:
"Commestibile, spesso commercializzato, malgrado si manifestino occasionali incidenti mortali".